# Vendula Kašpárková
Pour les articles homonymes, voir Kašpárková.
Vendula Kašpárková, née le 1er janvier 1962 à Prague, est une compositrice, pianiste et claviériste tchèque.

## Biographie
En 1981, Pavla Slabá, Hana Řepová et Marka Míková fondent le groupe de musique amateur pragois Plyn, qui se produit pour la première fois en 1982. Il s'agit du premier groupe punk tchèque composé entièrement de filles. Plus tard, le trio de base est élargi pour inclure la claviériste Vendula Kašpárková. En 1983, Vendula Kašpárková quitte le groupe et est remplacée par la saxophoniste et chanteuse Kateřina Jirčíková.
Vendula Kašpárková est ainsi connue comme membre des groupes Dybbuk (1981-1983) et Stromboli. Elle enregistre trois albums avec Stromboli : Stromboli (1987), Shutdown (1989) et Fiat Lux (2014).
Elle a aussi composé la bande originale du court-métrage Ropáci en 1988.

## Discographie
Avec Plyn (Zuby nehty)
- 1983 : Milevsko, album

Avec Stromboli
- 1987 : Stromboli, album
- 1989 : Shutdown, album
- 1997 : The Best Of Stromboli
- 2001 : Shutdown & In Quartet
- 2014 : Koncertní Album, 2 CD